# 원한의 40계단
원한의 40계단은 한국에서 제작된 문상훈 감독의 1971년 영화이다. 장동휘 등이 주연으로 출연하였고 정진우 등이 제작에 참여하였다.

## 출연

### 주연
- 장동휘
- 박노식